# Ochreriades rozeni
Ochreriades rozeni är en biart som beskrevs av Griswold 1994. Ochreriades rozeni ingår i släktet Ochreriades och familjen buksamlarbin. Inga underarter finns listade i Catalogue of Life.